# Kaminśke
Kaminśke (ukr. Камінське) – wieś na Ukrainie, w obwodzie winnickim, w rejonie czerniweckim. W 2001 roku liczyła 66 mieszkańców.